# Charcot-Marie-Tooths sjukdom
Charcot-Marie-Tooths sjukdom (Hereditär motorisk och sensorisk neuropati) är en grupp ärftliga polyneuropatier som fått sitt namn efter den franske neurologen Jean-Martin Charcot, hans lärjunge Pierre Marie och den engelske läkaren Howard Henry Tooth som oberoende av varandra beskrev sjukdomen 1886. Sjukdomen drabbar cirka 30/100000 personer och kännetecknas av muskelatrofi, svaghet och känselbortfall som börjar i fötter och ben för att sedan sprida sig till händer och armar och sedan till resten av kroppen. Det finns många olika former av sjukdomen som skiljer sig i klinisk bild, svårighetsgrad och genetiska orsaker, ofta utvecklas symtomen under loppet av tiotals år och innebär endast en måttligt funktionsnedsättning. Diagnos ställs genom klinisk undersökning, neurografi, EMG samt genetisk testning. Den vanligaste formen CMT1a ärvs autosomalt dominant och orsakas av en dubblering av genen PMP22 på kromosom 17.